# Filip Montrop
Filip Montrop (gr.: Φίλιππος Μοντροπος, Filippos Montropos) – mnich i poeta bizantyński z drugiej połowy XI wieku.
Filip był mnichem żyjącym za panowania cesarza Aleksego I Komnena. Przyjął przydomek „Montrop” (Samotonik). W 1095 roku napisał liczący 371 wersów politycznych utwór Żale i treny (Klauój kaj thrénoj), skierowany do własnej duszy. Dwa lata później (1097) na prośbę Kallinika, hagiografa, rozbudował go w liczący 1700 wersów poemat w czterech księgach, który zatytułował Zbiór (Syllogé) i Wykład (Diáklesis). Utwór ma formę dialogu-sporu pomiędzy Ciałem (Sarks), a Duszą (Psyché), niezmiernie popularną w bizantyńskim średniowieczu. Z czasem Żale i treny zostały przyłączone do Zbioru jako jego piąta księga, a całość otrzymała tytuł Zwierciadło cnoty (Díoptra). W XIV wieku bliżej nieznany Fialites dokonał na prośbę biskupa Mityleny Dionizego Euzoity uszlachetnienia języka Dioptrów, klasycyzując ich słownictwo. Dioptra wcześniej przetłumaczono na język starosłowiański, a w XVII wieku na łacinę.